# Evelyne Tschopp
Evelyne Tschopp (ur. 19 czerwca 1991) – szwajcarska judoczka, brązowa medalistka Mistrzostw Europy 2017, brązowa medalistka Letniej Uniwersjady 2015, uczestniczka Letnich Igrzysk Olimpijskich 2016.